# Trechona cotia
Espèce
Trechona cotia est une espèce d'araignées mygalomorphes de la famille des Dipluridae.

## Distribution
Cette espèce est endémique de l'État de São Paulo au Brésil,. Elle se rencontre vers Cotia et Santo André.

## Description
Le mâle holotype mesure 23,0 mm

## Publication originale
- Pedroso, de Miranda & Baptista, 2019 : Further advancements in the taxonomy of Trechona spiders (Araneae: Dipluridae): two new species, redescription of Trechona uniformis Mello‐Leitão, 1935, additions to descriptions of Trechona rufa Vellard, 1924 and Trechona venosa (Latreille, 1832) and key to the species. Austral Entomology, vol. 58, no 1, p. 204-219.